# بارلی‌کاپ
بارلی‌کاپ یک قهوه غلات فوری است که در بریتانیا، ایرلند، نروژ، سوئد، دانمارک، مالت و هنگ کنگ موجود است. بارلی‌کاپ توسط شرکت بریتانیایی ریدپس پک تولید می‌شد تا اینکه در سال ۲۰۰۴ توسط گروه آمریکایی اسمیت‌فیلد فوودز خریداری شد برای تشکیل شرکت اسمیت‌فیلد فوودز بریتانیا با کمپانی نورویچ فوود ادغام شد. در سال ۲۰۱۳ برند بارلی‌کاپ توسط .Grana” Sp. z o.o“ خریداری شد. شرکتی که قبلاً تولیدکننده نوشیدنی‌های تولید شده با این برند بود. بسته‌بندی و برچسب‌ها در همان سال اصلاح شد.
محصول جدیدی در سال ۲۰۱۴ به بازار عرضه شد - بارلی‌کاپ با دندلیون. در حال حاضر محصولات زیر از این برند در بازار انگلیس است: پودر بارلی‌کاپ ۱۰۰ گرمی، پودر بارلی‌کاپ ۲۰۰ گرم، گرانول بارلی‌کاپ ۲۰۰ گرمی، بارلی‌کاپ ارگانیک ۱۰۰ گرمی، بارلی‌کاپ با دندلیون ۱۰۰ گرمی.
مواد تشکیل دهنده بارلی‌کاپ جو برشته شده، چاودار و به‌علاوه کاسنی است، در مورد بارلی‌کاپ با دندلیون، ریشه قاصدک و چغندر قند جزء ترکیبات است. این نوشیدنی‌ها حاوی هیچ گونه افزودنی مصنوعی، لاکتوز یا دکستروز نیستند. به لطف طعم و ظاهری که دارد، بارلی‌کاپ جایگزینی بدون کافئین برای قهوه محسوب می‌شود.

## اطلاعات تغذیه‌ای
| اطلاعات تغذیه ای در هر ۱۰۰ گرم، پودر فنجان جو | اطلاعات تغذیه ای در هر ۱۰۰ گرم، پودر فنجان جو |
| --------------------------------------------- | --------------------------------------------- |
| انرژی                                         | ۱۴۳۰ کیلوژول / ۳۳۹ کیلو کالری                 |
| پروتئین                                       | ۳٫۹ گرم                                       |
| کربوهیدرات                                    | ۷۲ گرم                                        |
| از کدام قندها                                 | ۱۵ گرم                                        |
| چربی                                          | ۰٫۱ گرم                                       |
| که اشباع می‌شود                                | ۰٫۱ گرم                                       |